# Dieter Kottysch

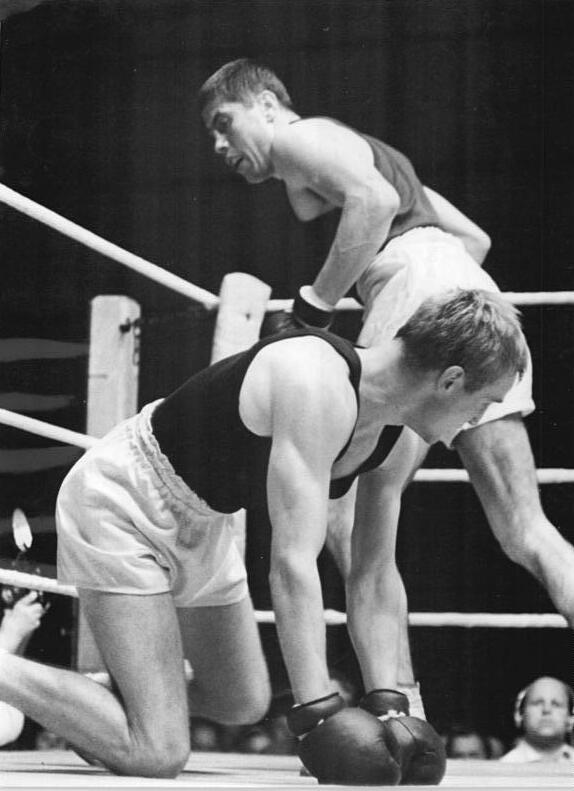
Dieter Kottysch (am Boden) verliert bei der Olympiaqualifikation 1964 gegen Bruno Guse

Dieter Kottysch (* 30. Juni 1943 in Gleiwitz; † 9. April 2017 in Hamburg) war ein deutscher Amateurboxer.

## Leben
1956 siedelte Dieter Kottysch, der damals kein Deutsch sprach, mit seiner Mutter von Polen nach Hamburg über, wo sich sein Vater nach dem Zweiten Weltkrieg niedergelassen hatte. Als Jugendlicher bewunderte er den Hamburger Boxer Peter Goschka, 1959 begann Kottysch selbst mit dem Boxsport und wurde von Trainer Werner Prieß gefördert. 1961 wurde Kottysch deutscher Juniorenmeister. Er absolvierte von 1959 bis 1961 eine Bauschlosserlehre in Hamburg. 1962 erlitt er gegen Erwin Koch eine schwere Niederlage, bei der er zu Boden ging. Diese Niederlage schätzte er als Wendepunkt in seinem Leben. Er erwog, danach mit dem Boxen aufzuhören, machte aber weiter, entschloss sich damals jedoch bereits, Amateur bleiben zu wollen. In den Jahren 1964 bis 1968 wurde Kottysch fünf Mal in Folge Deutscher Meister im Weltergewicht (–67 kg). Dann wechselte er ins Halbmittelgewicht (–71 kg). In der Gewichtsklasse errang er erst 1972 den deutschen Meistertitel.
1964 verpasste Kottysch die Olympiateilnahme, da er im entscheidenden Ausscheidungsturnier für die gemeinsame Mannschaft der beiden deutschen Staaten gegen Bruno Guse verlor. Bei den Europameisterschaften 1967 schied Kottysch im ersten Kampf gegen den späteren Goldmedaillengewinner Bohumil Němeček, Tschechoslowakei, aus. Von Jahresende 1968 bis Jahresende 1969 war Kottysch gesperrt: Wegen eines Vereinswechsels vom HBC Heros zum BC Sportmann und da er nach Ansicht des Amateurboxverbandes an einem nicht genehmigten Kampf in Rosenheim teilgenommen hatte. Bei den Europameisterschaften 1971 schied er bereits im Viertelfinale aus.
Bei den Olympischen Sommerspielen 1972 in München erkämpfte Kottysch sich als erster westdeutscher Boxer nach dem Zweiten Weltkrieg die Goldmedaille im Halbmittelgewicht. Er gewann im Finale gegen Wiesław Rudkowski nach ausgeglichenem Kampf knapp nach Punkten (mit 3:2 Richterstimmen). Dafür wurde er mit der Verleihung des Silbernen Lorbeerblattes geehrt. Zu dieser Zeit lebte er im Hamburger Stadtteil Hausbruch und wurde hier begeistert empfangen. Kottysch trat im Anschluss an die Olympischen Spiele vom Boxsport zurück. Er hatte insgesamt 250 Amateurkämpfe bestritten und von denen nur zwölf verloren. Im April 1973 versuchte Fritz Wiene, ihn zu einer Rückkehr in den Ring und einen Wechsel ins Profigeschäft zu bewegen. Er bot Kottysch dafür eine Summe von 12 000 D-Mark, was der Boxer ablehnte.
Kottysch wurde Ende der siebziger Jahre von seiner Frau geschieden, seine Tochter wuchs bei ihm auf und sein Sohn bei seiner ehemaligen Frau.
Während seiner Boxkarriere arbeitete Dieter Kottysch erst als Schlosser, später bis zu seiner Pensionierung als Technischer Zeichner (Ausbildung 1969–1971, Bauzeichnerschule Hamburg) und als Schulsportlehrer (Ausbildung 1974–1975, Sportschule Malente). Zuletzt war er bei den Stadtwerken in Buchholz in der Nordheide beschäftigt. In Buchholz hatte er auch seinen Wohnsitz. 2006 erkrankte der Olympiasieger an Demenz. Ab 2014 lebte er in einem Pflegeheim in Hamburg-Wandsbek. Dort starb der auch an Alzheimer leidende Kottysch im Alter von 73 Jahren an einer Lungenentzündung.

## Erfolge
- 1961: Deutscher Juniorenmeister im Halbweltergewicht
- 1964–1968: Deutscher Meister im Weltergewicht
- 1972: Deutscher Meister im Halbmittelgewicht
- 1972: Gewinner der Goldmedaille im Halbmittelgewicht bei den Olympischen Spielen in München